# Caviar

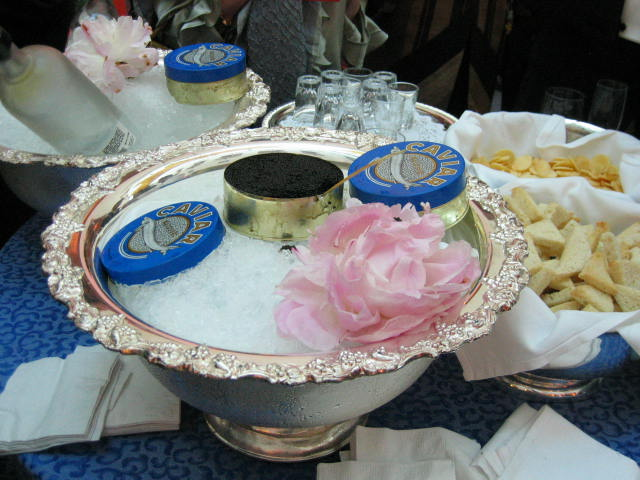
Caviar beluga listo para servir.

Se llama caviar a las huevas del pez esturión (especie originaria de los ríos y lagos del este de Europa y el centro de Asia), semiconservadas con sal o conservante, que sirve como alimento. 
De las veinticinco variedades existentes de esturión, las tres más conocidas se capturaban en mar Caspio: beluga, sevruga y esturión ruso u osiotr (su caviar se denomina osetrá, es decir, genitivo en ruso de osiotr), y en cada una de las zonas autóctonas de cada especie se capturaban de forma local.
El alto precio del caviar es un reflejo de la rareza o escasa disponibilidad del esturión, ya que es un animal en peligro de extinción (CITES 1997). También existen sucedáneos hechos con hueva de otros pescados (como lumpo, bacalao, salmón o mújol). Todos ellos se consideran una exquisitez culinaria.

## Características

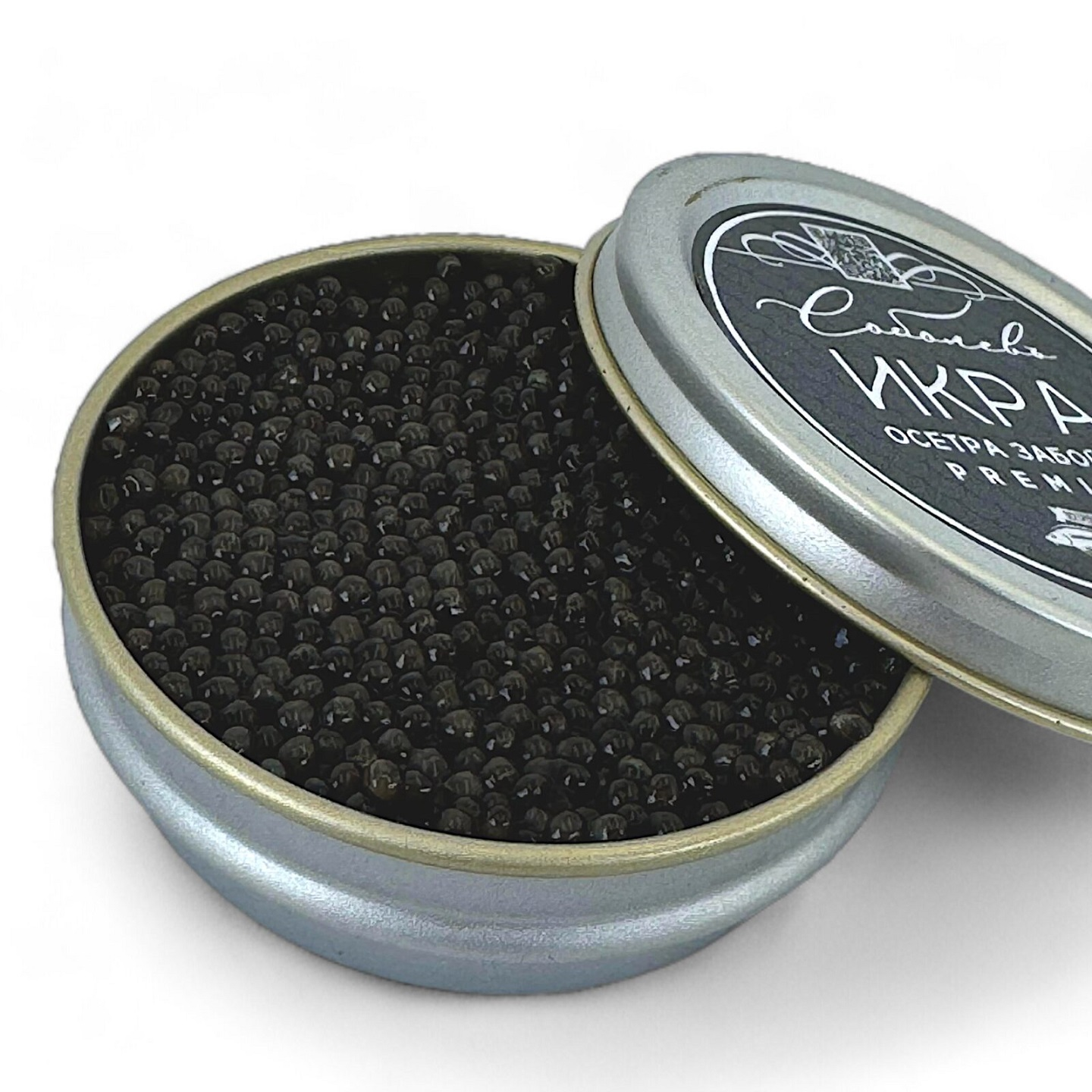
Caviar de esturión

Tradicionalmente, el mejor caviar es el del esturión que se pescaba en el mar Caspio en Azerbaiyán, Irán y Rusia, desde los años 90 la producción de caviar se fue trasladando a piscifactorías tanto en Europa, como Estados Unidos y Asia. Los mayores precios se pagan por el caviar de las variedades beluga, osetra y sevruga (el caviar de beluga se refiere al esturión beluga y no a la beluga, una variedad de cetáceo que no tiene nada que ver con el caviar).
Debido a factores como sobrepesca y polución, el número de esturiones se ha reducido considerablemente, por lo que otra opción o sucedáneo común es la hueva del salmón, también llamado caviar rojo en determinados países.
La nomenclatura "Caviar" está regulada en la "Norma para el caviar de esturión", dentro de las Normas Internacionales de los Alimentos (CODEX ALIMENTARIUS).
Como respuesta al problema anterior y a la creciente demanda, desde hace varios años se viene desarrollando la piscicultura del esturión.
La forma de producirlo en cautiverio consiste en criar los esturiones en viveros; cuando alcanzan la edad fértil se inseminan artificialmente y, llegado el momento, se extrae la hueva, se limpian, se salan y casi inmediatamente se envasan, sin que haya ningún otro proceso, ya que afectaría negativamente a la calidad del producto. Hoy en día no solo se consume un caviar de calidad que sea originario de Irán o de países que linden con el mar Caspio, sino que también se produce en España, en piscifactoría, de los pocos y el primero en obtener certificación ecológica, un caviar de altísima calidad de esturión de la variedad Acipenser naccarii,  en Riofrío, en Granada. Además también se envasan sucedáneos de caviar de gran calidad en la costa rumana del mar Negro, Estados Unidos, Argentina, Francia, Colombia, Uruguay, Israel y España.
Actualmente está surgiendo un cierto consumo de otros productos que se asemejan lejanamente al caviar en su apariencia, como por ejemplo los huevecillos de caracol. En España existe una industria de este producto con un gran potencial de extensión.

## Historia del caviar
Los persas fueron el primer pueblo que consumió caviar de manera regular. Con anterioridad sólo se consumía la carne del esturión, y no sus huevas. Los persas tenían la creencia de que el caviar potenciaba la fuerza y resistencia física. Los romanos incluso llegaron a atribuir al caviar cualidades curativas. Existe una mención al consumo del caviar en el Quijote de Miguel de Cervantes. En el capítulo LIV se lee:

Tendiéronse en el suelo, y, haciendo manteles de las yerbas, pusieron sobre ellas pan, sal, cuchillos, nueces, rajas de queso, huesos mondos de jamón, que si no se dejaban mascar, no defendían el ser chupados. Pusieron asimismo un manjar negro que dicen que se llama caviar y es hecho de huevos de pescados, gran despertador de la colambre.

Durante la Edad Media, en Rusia, el consumo de caviar era algo propio de las clases más altas, quienes consumían caviar como sustitutivo de la carne en los días de abstinencia y ayuno. Es famosa asimismo la anécdota ocurrida en la recepción ofrecida por Luis XV de Francia al embajador del zar Pedro el Grande. El embajador le brindó a su anfitrión como presente una caja de caviar. Ante la sorpresa de todos, Luis XV lo escupió. Es irónico pensar cómo durante el siglo XIX el caviar fue al mismo tiempo un alimento habitual entre las mesas más selectas de la aristocracia rusa, y un alimento propio “de pobres” en EE. UU. Mientras los zares ofrecían caviar a sus comensales más distinguidos, en Estados Unidos, primer productor entonces del mundo por sus inmensas capturas en el río Delaware, era consumido por las clases populares debido a su bajo costo.
El caviar se convirtió en un elemento de distinción y buen gusto en las mesas pudientes de Occidente tras la Revolución rusa de 1917. Ello se debió a la emigración de gran parte de la aristocracia rusa al París de los alegres años 1920. Pieza fundamental fueron los hermanos Petrossián, quienes llegaron a un acuerdo con el Gobierno ruso para conseguir en exclusiva los derechos de exportación del caviar ruso. Los hermanos Petrossián lo dieron a conocer en la Exposición Universal de París de 1925 (tuvieron la precaución de colocar múltiples escupideras en previsión de rechazo).
Pero fue el multimillonario Charles Ritz, hijo de César Ritz, quien consolidó el consumo del caviar entre la alta sociedad, al incluir caviar entre los platos preferidos elaborados por los gourmet de sus prestigiosos hoteles.

## Servicio
Para presentar el caviar se ha de servir en un recipiente hondo de cristal. Se coloca este en otro recipiente lleno hasta la mitad de nieve (hielo partido). El caviar se adorna con berros y se sirve enviando a la vez en un plato aparte rebanadas de pan inglés (mejor aún que el pan moreno) untadas con mantequilla ligeramente salada, trozos de limón y cebollino finamente picado.

## Caviar de Kalix

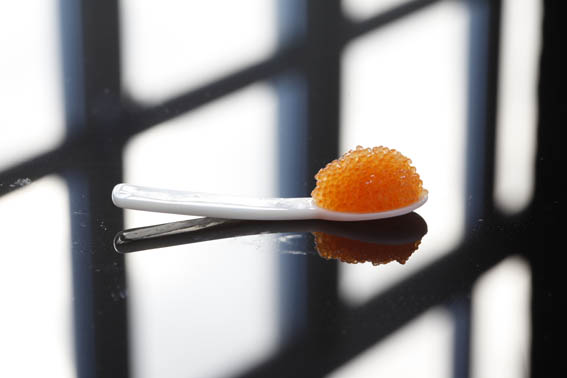
Caviar de Kalix

El caviar de Kalix es una especialidad culinaria sueca del archipiélago de la Bahía de Botnia (Kalix es una ciudad sueca de la Bahía de Botnia). Se trata básicamente de huevas de corégono blanco, pero la gran afluencia en el mar del agua dulce de los ríos suecos ha transformado el sabor de los huevos haciéndolos únicos, por lo que la UE ha concedido al caviar de Kalix la Indicación Geográfica Protegida, siendo el único producto sueco con esta distinción.
Se suele servir caviar de Kalix en los banquetes reales, y es común en los banquetes del premio Nobel.
El caviar de Kalix es específico de la parte sueca de la Bahía de Botnia. Los ríos de la Laponia sueca son grandes y vierten enormes cantidades de agua dulce en dicha bahía, más de 40 millones de metros cúbicos al año. En el lado finlandés de la bahía, la entrada de agua dulce es baja, el fondo es de piedra y poco profundo, así que no es una buena tierra de desove de corégono blanco.